# Vue de la tour Eiffel
Vue de la tour Eiffel est un tableau réalisé par le peintre français Henri Rousseau en 1896-1898. Cette huile sur toile naïve est un paysage urbain parisien. Elle représente le sommet de la tour Eiffel et le palais du Trocadéro émergeant d'un bouquet d'arbres derrière un pont sur la Seine qui barre la partie inférieure de la composition. L'œuvre est conservée au musée Pola de Hakone, au Japon.